# Eudyptes robustus
El pingüino de Snares (Eudyptes robustus) es una especie de ave sphenisciforme de la familia Spheniscidae nativa de Nueva Zelanda y la Antártida. La especie cría en las islas Snares, un grupo de islas al sur de las costas de la isla Sur. Es un pequeño pingüino con penachos amarillos, con una talla de entre 50–70 cm y un peso de 2,5–4 kg. Sus partes superiores son de color negro azulado y las inferiores blancas. Tiene unas marcadas listas superciliares amarillas que se prolongan en penachos a modo de plumeros. Tiene una zona de piel desnuda de color rosa en la base de su pico pardo rojizo.
Este pingüino anida en colonias que van de pequeñas (10 nidos) a grandes (1200 nidos) situadas bajo la cubierta del bosque o en lugares abiertos. Las principales colonias se localizan en la isla Noreste, otras colonias se encuentran en la isla Broughton además de en los rocosos islotes de Western Chain. El pingüino de las Snares se alimenta principalmente de kril, complementando su dieta con pequeños peces y calamares. La especie se cataloga actualmente como vulnerable por la UICN debido a que su área de reproducción se limita a un reducido grupo de islas. La población actual se estima en unas 25.000 parejas reproductoras.

## Taxonomía
El pingüino de las Snares fue recolectado por primera vez en 1874 Frederick Wollaston Hutton y nombrado como atrata. Sin embargo Hutton perdió en el mar este espécimen mientras lo dibujaba con la ayuda de Emile Campbell-Browne, antes de que se realizara la identificación científica. Una descripción escrita por Hutton, con una ilustración de Keulemans, en la obra “A History of the Birds of New Zealand” de Buller indica que era el mismo pingüino descrito por Hutton. Sin embargo se produjo un debate sobre la clasificación de este pingüino debido a ligeras diferencias anatómicas entre los pingüinos de las Snares y la descripción e ilustración iniciales, y Oliver propuso con éxito que se clasificara como robustus en lugar de atratus.

## Descripción
El pingüino de las Snares con frecuencia se compara con el pingüino de Fiordland (Eudyptes pachyrhynchus), que es miembro de su mismo género (Eudyptes). El pingüino de las Snares se distingue del de Fiordland porque este último no tiene piel desnuda en la base de su pico. Los pingüinos de las Snares tiene una coloración similar a otras especies de pingüinos, tiene la cabeza, espalda y aletas negras y el vientre blanco. Tiene listas superciliares amarillas que empiezan en la base del pico y se prolongan hasta unos penachos dirigidos hacia la parte posterior de la cabeza. Tiene un pico robusto de color pardo rojizo, bordeado por una pequeña zona de piel de color rosa claro sin plumas. Sus ojos suelen ser de color marrón rojizo intenso, aunque puede haber cierta variación individual. El patrón de color bajo las alas difiere entre individuos, por lo que no es una buena característica para la identificación de la especie.
Este pingüino puede emitir una gran variedad de sonidos, que son difíciles de describir verbalmente pero que varían desde los siseos y gritos explosivos cuando se sienten amenazados a rebuznos y trompeteos que pueden escucharse a grandes distancias en el mar.

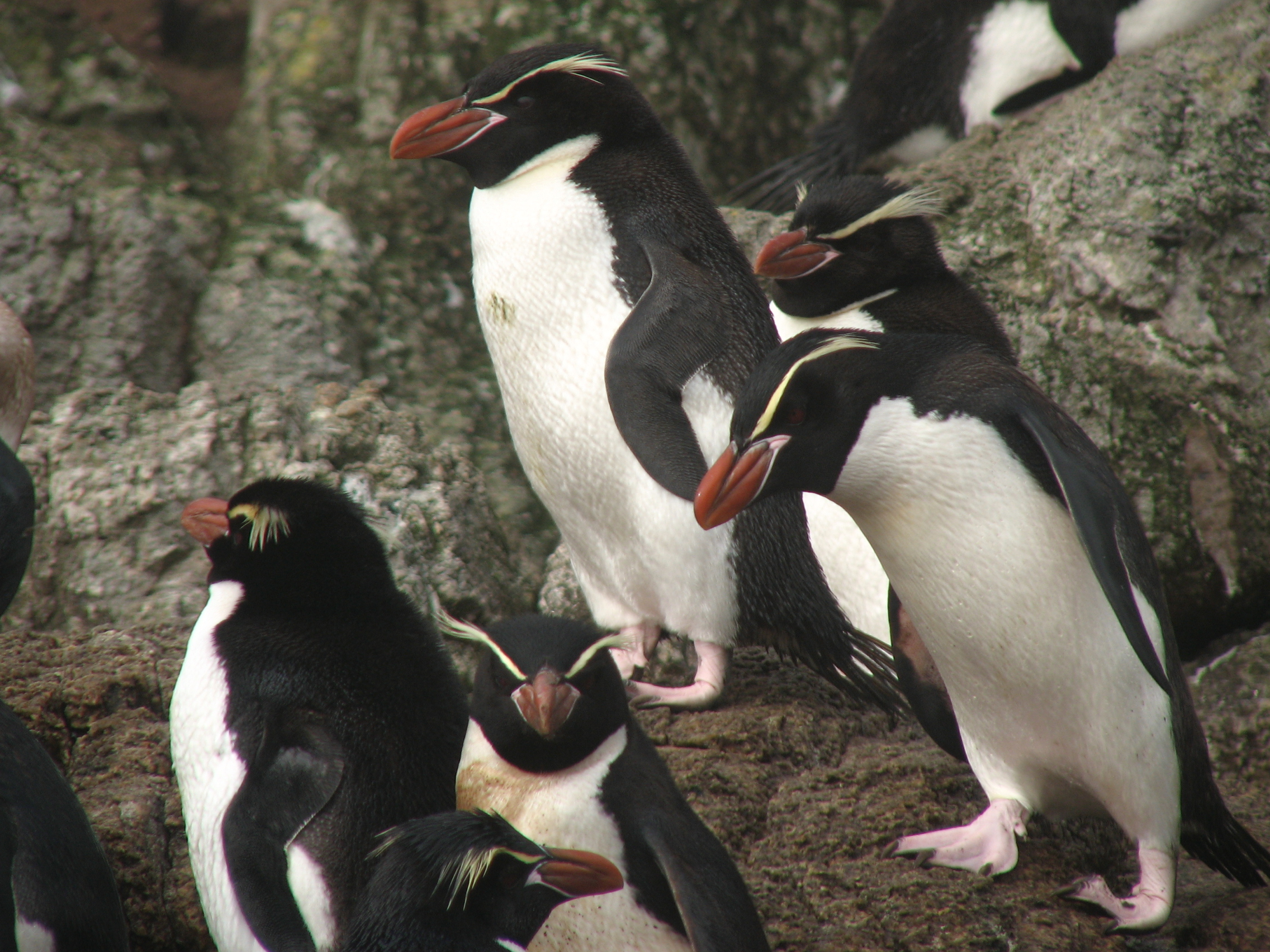
Pingüino de Snares

## Distribución y hábitat
El pingüino de las Snares debe su nombre al lugar donde cría, las islas Snares, que son un pequeño grupo de islas costeras al sur de la isla Sur de Nueva Zelanda. Aunque se sabe poco de su área de distribución y desplazamientos fuera de la estación de cría se cree que no migran demasiado lejos en invierno.  Ocasionalmente aparecen en las costas de Tasmania, sur de Australia, la Antártida, las islas Chatham, isla Stewart, y las islas principales de Nueva Zelanda. There are approximately 25,000 living pairs of Snares Penguins.

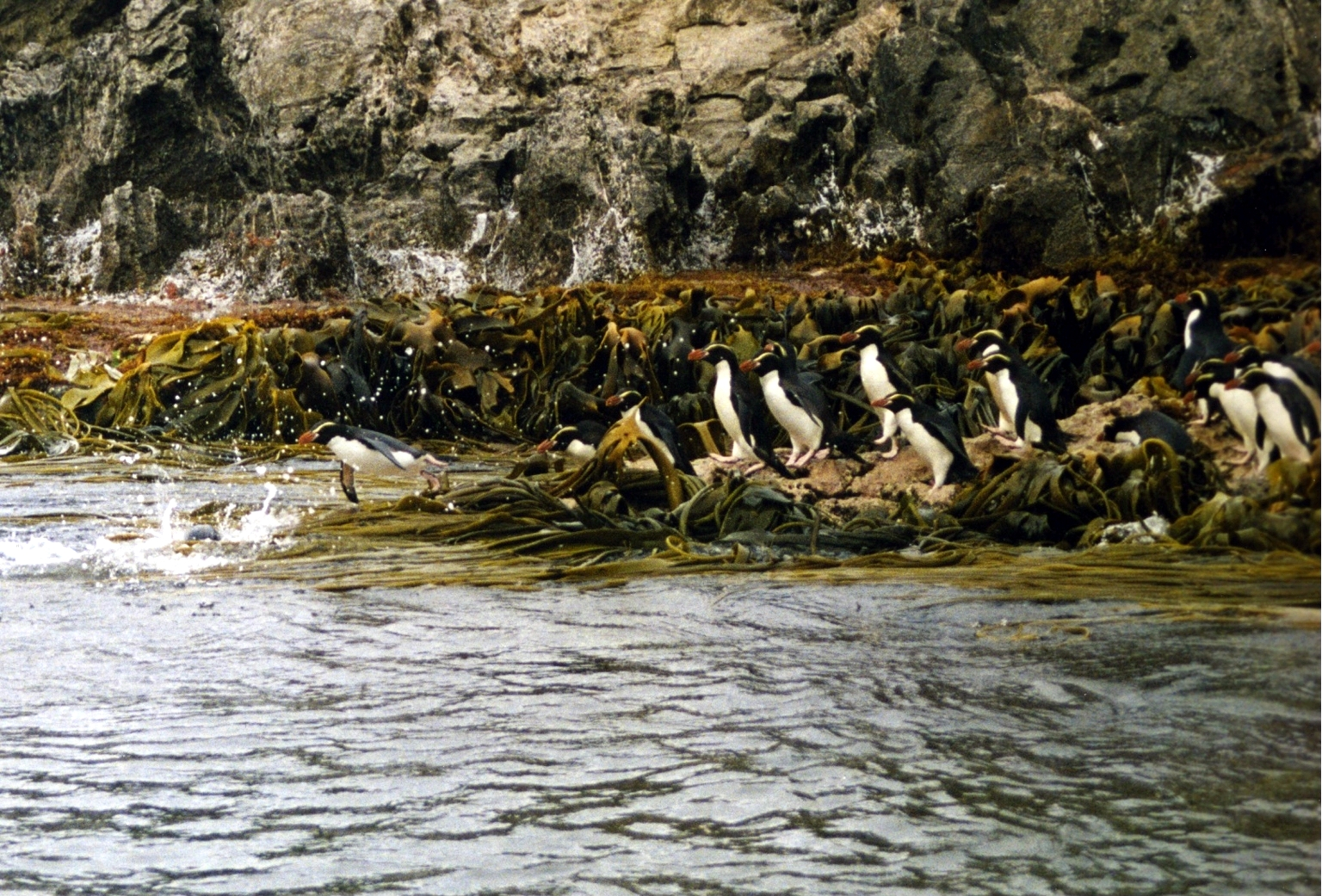
Pingüinos de las Snares zambulléndose.

Los pingüinos de las Snares anidan en densas colonias bajo la cobertura de los árboles de los bosques de Olearia o sobre las rocas costeras. Para construir su nido los pingüinos cavan en el suelo un hoyo poco profundo y recubren su interior con hierba, hojas, ramitas, turba o piedrecitas. Suelen añadir un borde de barro que lo hace sobresalir del nivel del suelo. La vegetación del lugar de anidamiento suele morir debido a la actividad de la densa colonia, y entonces suelen desplazarse a un nuevo lugar de anidamiento.

## Comportamiento

### Dieta
La dieta del pingüino de las Snares se compone principalmente de kril de la especie Nyctiphanes australis, pequeños peces, y cefalópodos. Un estudió descubrió que aproximadamente el 60% de la masa contenida en el estómago de los pingüinos de las Snares  consistía en kril, el 30% era pescado y alrededor del 10% eran cefalópodos. Los investigadores concluyeron que la cantidad de otolito de peces y picos de cefalópodos encontrados indicaban la importancia de este tipo de presas para los adultos cuando están en el mar. Otro estudio registró porcentajes en su dieta del 55 de kril, 24 de peces y 21 de cefalópodos, indicando que los peces y los cefalópodos suponían presas de mayor que la indicada por el de contenido estomacal.

### Búsqueda de alimento
Los patrones de búsqueda de alimento de los pingüinos de las Snares durante la estación de cría están bien definidos. Tras compartir la incubación de los huevos, los machos se van durante dos semanas para buscar alimento, de forma sincronizada con la explosión primaveral plancton, que es un indicador fiable de recursos alimenticios. Hasta el regreso de los machos las hembras realizan incursiones cortas en busca de alimento (de menos de una semana), regresando a tiempo para la eclosión de los pollos. Durante el periodo de custodia de los pollos la hembra es la única que les suministra comida realiando incursiones cortas en el mar. Aunque los pingüinos macho realian viajes de larga distancia para buscar alimento, alcanzado profundidades de hasta 120 m, las aves que están criando a los pollos generalmente realizan inmersiones poco profundas (entre 20-40 m) para pescar.

### Depredadores
Los principales depredadores de los pingüinos de las Snares son los leones marinos y las focas leopardo. Sus huevos y pollos son capturados por los págalos y los petreles.

### Reproducción
La estación de cría del pingüino de las Snares transcurre en el verano de Nueva Zelanda, comenzando a principios de septiembre y terminando a finales de enero. Alcanzan la madurez sexual entre los cinco y los nueve años. Para cortejar a las hembras los machos solteros se yerguen con las alas extendidas e hinchando sus pechos. Es probable que las parejas permanezcan unidas más de una estación de cría. Las parejas construyen el nido, aunque la mayor parte del trabajo lo realiza el macho. La hembre pone dos huevos, generalmente con una separación de tres a cinco días, y son incubados durante 31–37 días. El segundo huevo llega a ser hasta un 85 por ciento más grande que el primero y también eclosiona antes. El pollo más pequeño y que eclosionó más tarde es superado por sus hermanos y generalmente no sobrevive. El dimorfismo de tamaño del huevo está particularmente acentuado en los pingüinos de las Snares, y que el huevo más grande además eclosione primero incrementa la diferencia en el tamaño de los pollos. Los patrones de eclosión y los huevos dimórficos respecto al tamaño son dos de los mecanismos que pueden usar estas aves en respuesta a las condiciones ambientales y de cría. En las aves atriciales, como los pingüinos de las Snares, la variación del tamaño de los huevos y la asincronía en la eclosión son mecanismos adaptativos que permiten la reducción de la nidada. Los pingüinos de las Snares y otros miembros del género, Eudyptes se diferencian de la mayoría de las aves en las que el primer huevo es el mayor y el primero en eclosionar.
La incubación no se produce hasta que se hayan puesto los dos huevos, y generalmente incuban uno frente a otro. El huevo menor y puesto primero a menudo se coloca en la posición delantera, que se cree es la menos favorable ya que se expone a temperatura más bajas y con mayores variaciones durante la incubación. Aunque el primer huevo recibe condiciones de incubación menos favorables lo que más influye en los tiempos de eclosión es la diferencia de tamaño de los huevos. Los dos miembros de la pareja comparten la incubación de los huevos. Durante los diez primeros días se alternan. Entonces los machos se marchan cuando quedan unos 12 días para buscar alimento, mientras la madre se queda con los huevos. Cuando él vuelve los papeles se invierten. A su regreso la pareja empieza una exhibición de reverencias y emisión de trompeteos que estrecha su vínculo. Las tres primera semanas tras la eclosión el macho custodia a los pollos defendiéndoles de los depredadores, mientras la hembra busca comida, y vuelve cada día para alimentar a los polluelos. Se ha obserbado que los progenitores pueden reconocer a sus pollos y viceversa. Se ha descubierto que las llamadas entre pollos y progenitores son más importantes que las pistas de reconocimiento visual. Los pollos son alimentados cada día hasta que mudan el plumaje y pueden buscar alimento por sí mismos. Los polos tardan en desarrollarse por completo aproximadamente 11 semanas.

## Conservación
Aunque los pingüinos de las Snares actualmente no están amenazados, están clasificados como especie vulnerable. Si surgiera una amenaza podría rápidamente esquilmar su población ya que sus lugares de cría se restringen a un pequeño grupo de islas. Entre las posibles amenazas se incluyen la introducción de nuevos depredadores, la sobrepesca alrededor de las islas que mermaran sus fuentes alimenticias, el calentamiento global que podría hacer que sus presas se trasladaran y la polución. El gobierno de Nueva Zelanda tiene puesta en marcha acciones para proteger sus hábitats de las islas Snares y sus zonas marinas de alimentación.